# إم إن سي آسيا القابضة
بي تي إم إن سي آسيا هولدنج تي بي كيه ، والمعروفة سابقًا باسم بي تي إم إن سي إنفستاما تي بي كيه وبي تي بهاكتي إنفيستاما تي بي كيه ، التي تمارس أعمالها التجارية باسم إم إن سي آسيا القابضة أو مجموعة إم إن سي ، هي مجموعة إندونيسية متعددة الجنسيات تعمل في مجال الإعلام والخدمات المالية والضيافة الترفيهية ومقرها في جاكرتا ، إندونيسيا. تأسست في 2 نوفمبر 1989 كشركة ضمان مالي . وهي تمتلك أغلبية الأسهم في أم أن سي ميديا (المعروفة سابقًا باسم بيمانترا سيترا)، و إم أن سي للخدمات المالية (المعروفة سابقًا باسم بهكاتي كابيتال أندونيسيا)، إم أن سي لاند (المعروفة سابقًا باسم كريدابردانا إنداهجراها و جلوبال لتنمية الاراضي). يقال إنها أكبر شركة إعلامية في البلاد.